# Национальный центр Александра Довженко

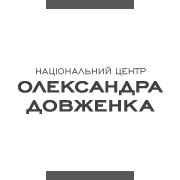

Национальный центр Александра Довженко (Центр Довженко, укр. Національний центр Олександра Довженка) — государственный киноархив Украины. Также включает в себя кинокопировальную лабораторию. Член Международной федерации киноархивов FIAF.

## История
Потребность в создании государственного предприятия по использованию художественных фильмов возникла с обретением Украиной независимости. До тех пор исходные материалы всех художественных фильмов, снятых на Украине, отправлялись на хранение в Всесоюзный государственный фонд кинофильмов СССР (Госфильмофонд). В то же время документальные, хроникально-документальные и научно-популярные фильмы передавались на хранение в Центральный государственный кинофотофоноархив Украины им. Г. С. Пшеничного. Сразу после провозглашения независимости Украины исходные киноматериалы к украинским художественным фильмам начали оставаться на хранении студий-производителей. Кроме того, на момент провозглашения независимости Украины большое количество исходных киноматериалов находилось на сохранении на Киевской кинокопировальной фабрике (эти фонды и были первоначально использованы при создании Центра Довженко).
Национальный центр Александра Довженко был создан 10 сентября 1994 года Указом Президента Украины «О мероприятиях относительно празднования 100-летия со дня рождения Александра Довженко» и приказом Министерства культуры и туризма Украины от 1 ноября 1994 года «О создании Национального центра Александра Довженко в г. Киеве». Центр Довженко был создан на территории Киевской кинокопировальной фабрики (основана в 1949 г.) — самого большого в Восточной Европе предприятия по обработке киноплёнки и печати фильмокопий, а в 1999 году приказом Министерства культуры Украины № 161 Национальный центр Александра Довженко был объединён с госпредприятием «Киевская кинокопировальная фабрика».
С 2003 года Центр Довженко — Ассоциированный член Международной федерации киноархивов (FIAF), с 2006 года — Действительный член FIAF.
Несмотря на наличие слова «Национальный» в его названии, юридически закреплённого национального статуса предприятие не имеет.
Центр Довженко подчинён Министерству культуры Украины и Государственному агентству Украины по вопросам кино.

## Миссия
Центр Довженко является единственным на Украине государственным предприятием, занимающимся сохранением, возобновлением, изучением и приумножением национального фильмофонда Украины. Осуществляет научные исследования в отрасли кинематографии, издаёт справочную литературу по истории кино, специализированные киноиздания, занимается популяризацией украинского и мирового кино.
Центр Довженко имеет современную производственную базу для выполнения практически всех видов технологических работ, необходимых для изготовления и реставрации негативных и позитивных фильмокопий на киноплёнке.
Согласно Закону о кинематографии Украины исходные материалы всех украинских фильмов, созданных (в том числе частично) за государственный счёт, поступают на хранение в Центр Довженко.

## Фильмофонд
На хранении в Центре Довженко находится свыше 50 000 единиц хранения киноматериалов (более 7 000 наименований кинопроизведений) — художественных, анимационных, документальных и научно-популярных фильмов по большей части украинского производства. Большинство из них представлены на исходных материалах — негативах и дубль-негативах, часть также — на позитивных плёнках и цифровых носителях. В Центре Довженко хранятся исходные материалы всех украинских фильмов, созданных после 1992 года. Материалы фильмов советского периода по большей части представлены на дубль-негативах или позитивных плёнках.
Самый ранний фильм, хранящийся в Центре Довженко — 1910 года. В 2012 году на хранение в Центр Довженко поступил самый ранний из сохранившихся украинский советский художественный фильм — «Призрак бродит по Европе» (реж. Владимир Гардин, 1922).
На хранении в центре также находятся фотодокументы, личные архивы известных кинохудожников и уникальные артефакты украинского кинематографа.

## Деятельность
В Центре Довженко был изготовлен первый украинский художественный фильм с фонограммой «Dolby surround» — знаменитый фильм Олеся Санина «Мамай».
За годы независимости в кинолаборатории Центра Довженко были смонтированы и изготовлены фильмокопии практически всех выпущенных украинских художественных кинофильмов, часть из которых были отмечены призами разных кинофестивалей: «Молитва за гетмана Мазепу», «Мамай», «Эффект присутствия», «У реки», «Другая жизнь или бегство с того света», «Штольня», «Железная сотня», «Зиновий-Богдан Хмельницкий», «Владыка Андрей» и др.
В течение 2007—2010 годов средством Центра Довженко были отреставрированы фильмы Александра Довженко, Ивана Миколайчука, Юрия Ильенко, которые впоследствии были изданы на DVD. Выпущенные в виде подарочных наборов, они не попали в продажу и остались недоступными широкой общественности.
С 2011 года Центр Довженко осуществляет программу популяризации украинского кинематографа: каждые два месяца проводятся музыкальные киноперформансы «КОЛО ДЗИГИ» — показы немого кино в сопровождении современной музыки, исполняемой вживую, ретроспективы классиков украинского кинематографа
Так над саундтреком к кинофильму Дзиги Вертова «Одиннадцатый» трудился ряд украинских музыкантов и диджеев. В том числе Антон Байбаков и DJ JARR.
В 2021 году по инициативе Центра был составлен список ста лучших фильмов в истории украинского кино по версии кинокритиков.